# Charles Vyner Brooke

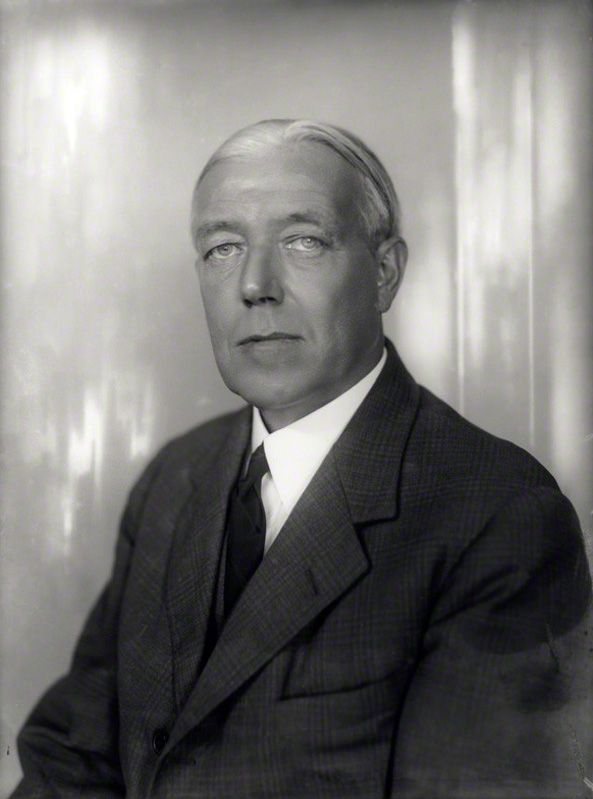
Charles Vyner Brooke (1932)

Sir Charles Vyner deWindt Brooke (* 30. September 1874 in London; † 9. Mai 1963 in London) war der Dritte und Letzte der weißen Rajas von Sarawak (Nord-Borneo).

## Leben
Charles verbrachte seine Jugend als Sohn des zweiten weißen Rajas Charles Johnson Brooke auf Borneo. Von 1897 bis 1898 war er Aide-de-camp seines Vaters und von 1904 bis 1911 Vizepräsident des Supreme and General Councils. Am 21. Februar 1911 heiratete er Sylvia Brett, die Tochter von Lord Esher. Durch Georg V. wurde ihm am 22. Juni 1911 der Titel Highness verliehen. Im Ersten Weltkrieg diente Brooke inkognito als einfacher Soldat in einer Luftabwehreinheit.
Am 24. Mai 1917 folgte Charles Vyner Brooke seinem Vater auf dem Thron von Sarawak nach. Aufgrund der boomenden Ölindustrie in Sarawak war es ihm möglich, sein Land zu modernisieren. Das riesige Waldgebiet von Sarawak und die Ölvorkommen waren persönlicher Besitz der Familie Brooke (wie es heute noch in Brunei ist). Am 3. Juni 1927 wurde Brooke durch König George V. als Knight Grand Cross des Order of St Michael and St George in den Ritterstand erhoben.
Brooke wurde durch die japanische Armee im Zweiten Weltkrieg 1942 mit seiner Familie nach Sydney, Australien vertrieben und kehrte 1945 nach Sarawak zurück. 1946 endete die Herrschaft der Weißen Rajas von Borneo, als Charles Vyner Brooke sein Land Sarawak der britischen Krone übergab und es so zur britischen Kronkolonie umwandelte. Er erhielt dafür eine beträchtliche Pension für sich und seine drei Töchter. Sein Neffe und Erbe Anthony Walter Dayrell Brooke, der Sohn seines Bruders Bertram Willes Dayrell Brooke, war zunächst gegen diese Entscheidung. 1951 jedoch verzichtete er auf jeden möglichen Anspruch auf die Krone Sarawaks.
Charles Vyner Brooke starb am 9. Mai 1963 in London, vier Monate bevor Sarawak der Föderation von Malaysia beitrat.

## Ehrungen
Sir Charles Vyner Brooke ist auf der Briefmarke von Sarawak, Mi. Nr., abgebildet.